# Sunnyvale (Kalifornija)
Sunnyvale je grad u američkoj saveznoj državi Kalifornija. Prema popisu stanovništva iz 2010. u njemu je živjelo 140.081 stanovnika.